# تونا (سانتاندر)
تونا (انگلیسی: Tona, Santander)یک منطقه مسکونی در کشور کلمبیا است.